# الدوري التونسي لكرة اليد 1959–60
الدوري التونسي لكرة اليد 1959-1960 هو الدورة 5 من الدوري التونسي لكرة اليد. شارك فيها 7 فريقا.

فاز بهذا الموسم الجهد الرياضي، وجاء ثانيا الترجي الرياضي التونسي.

## روابط خارجية
- الموقع الرسمي للجامعة التونسية لكرة اليد.